# Prospherysa ingloria
Prospherysa ingloria là một loài ruồi trong họ Tachinidae.